# Trzy zasady analizy rzeczywistej Littlewooda
Trzy zasady analizy rzeczywistej Littlewooda – heurystyki autorstwa Johna Edensora Littlewooda pomocne w nauczaniu podstaw teorii miary w analizie matematycznej.

## Zasady
Littlewood wysłowił zasady w pracy Lectures on the Theory of Functions („Wykłady z teorii funkcji”) z 1944 roku w postaci:

Istnieją trzy zasady, które można z grubsza wyrazić następującymi słowy:
- każdy zbiór (mierzalny) jest nieomal sumą skończoną przedziałów;
- każda funkcja (klasy Lp) jest nieomal ciągła;
- każdy zbieżny ciąg funkcji jest nieomal zbieżny jednostajnie.

Pierwsza zasada opiera się na fakcie, iż miara wewnętrzna i miara zewnętrzna zbiorów mierzalnych są równe, druga – na twierdzeniu Łuzina, trzecia zaś – na twierdzeniu Jegorowa.

## Przykłady
Zasady Littlewooda są cytowane w kilku podręcznikach analizy rzeczywistej, przykładowo u Roydena, Bressouda, czy Steina i Shakarchiego.
Royden jako przykład zastosowania trzeciej zasady podaje twierdzenie Lebesgue’a o zbieżności ograniczonej. Twierdzenie mówi, że jeżeli jednostajnie ograniczony ciąg funkcji zbiega punktowo, to ich całki na zbiorze skończonej miary zbiegają do całki funkcji granicznej – gdyby zbieżność była jednostajna, wynik byłby trywialny. Tymczasem trzecia zasada Littlewooda mówi, że jeżeli zbieżność jest prawie jednostajna, to jest jednostajna poza zbiorem dowolnie małej miary. Ponieważ ciąg jest ograniczony, wkład całek na tym małym zbiorze można uczynić dowolnie małym, przez co całki na pozostałej części są zbieżne, gdyż funkcje są tam jednostajnie zbieżne.